# Elmis syriaca
Elmis syriaca is een keversoort uit de familie beekkevers (Elmidae). De wetenschappelijke naam van de soort werd in 1869 gepubliceerd door Allard.